# Ерміт-серподзьоб
Ермі́т-серподзьо́б (Eutoxeres) — рід серпокрильцеподібних птахів родини колібрієвих (Trochilidae). Представники цього роду мешкають в Центральній і Південній Америці.

## Види
Виділяють два види:
- Ерміт-серподзьоб темнохвостий (Eutoxeres aquila)
- Ерміт-серподзьоб рудохвостий (Eutoxeres condamini)

## Етимологія
Наукова назва роду Eutoxeres походить від сполучення слів дав.-гр. ευ — квітка і τοχηρης — лучник.